# Ригас Фереос (организация)
Греческая коммунистическая молодёжь имени Ригаса Фереоса (греч. Ελληνική Κομμουνιστική Νεολαία «Ρήγας Φεραίος», сокращённо ΕΚΟΝ Ρήγας Φεραίος) — греческая подпольная леворадикальная организация; формально — молодёжное крыло Коммунистической партии Греции (внутренней). Основная цель деятельности — борьба против режима «чёрных полковников». Взяла название в честь национального героя войны за независимость 1821 года Ригаса Фереоса. На пике численность организации составляла 15—17 тысяч членов.
Созданная вскоре после прихода к власти военной хунты в 1967 организация стала преемницей Демократической молодёжи Ламбракиса. Она активно действовала в подполье, распространяла агитацию против режима. Многие из руководителей были арестованы в сентябре 1968 года и в следующем месяце стали фигурантами политического процесса, по итогам которого получили от 5 до 21 лет тюрьмы. Была также предпринята попытка вооружённого антифашистского сопротивления, с созданием боевой группы Арис-Ригас Фереос. К 1972 году пребывающая на нелегальном положении Ригас Фереос стала крупнейшей молодёжной организацией страны. Она и её студенческое крыло («Демократическая борьба — Демократическое единство») сыграли ключевую роль в восстании в Афинском Политехническом университете ноября 1973 года, подкосившем власть военной хунты.
Организация соотносилась с мировыми движениями новых левых. После раскола в Коммунистической партии Греции «Ригас Фереос» приняло сторону еврокоммунистической КПГ (Внутренней), осудившей подавление Пражской весны. Впредь ей пришлось бороться с молодёжным крылом просовесткой КПГ, Коммунистической молодёжью Греции за влияние на левое молодёжное движение страны. С восстановлением демократии на национальных студенческих голосованиях «Ригас Фереос» занимала одно из ведущих мест, получив 14,6 % в 1974, 16,42 % в 1975, 17,52 % в 1976, 20,94 % в 1977. В 1978 году она пережила раскол и её влияние стало падать.
Многие современный греческие общественные и политические деятели (например, Яннис Милиос, Яннис Вулгарис, Никос Вуцис, Никос Филис) вышли из рядов этой организации.